# Gávea
Gávea is een woonwijk in de stad Rio de Janeiro. Gávea is gelegen tussen São Conrado, Rocinha,
Leblon, Lagoa, Jardim Botânico en Alto da Boa Vista. PUC-Rio, een van de belangrijkste universiteiten van Rio de Janeiro bevindt zich in deze wijk.